# エキゾチシズム
エキゾチシズム（英語: exoticism）とは、人が（主として遠隔地の、あるいは既に存在しない）異国の文物に憧れを抱く心境を言う。転じて衣食住、嗜好などにおける異国趣味、街や建物などの異国風の印象、異国情緒などをも表す。

## 解説
洋の東西、時代を問わず広く存在する。
心境・異国趣味としてのエキゾチシズムは日本人を始めとする東洋人の西洋趣味、欧米人のエジプト・インドなどを含む東洋文化への憧れなどがよく知られた例である。風物におけるエキゾチシズムは他の文明との接点となる外港や国境地帯、あるいは他文明に征服された土地に多く現れる。前者では日本の神戸、横浜など近代に入って開港された都市、後者ではイスラームに征服されたイベリア半島の諸都市、イギリスに征服されたエジプトのアレクサンドリアなどが代表的である。後者の場合これら征服地から移入された文化が本国において異国趣味としてのエキゾチシズムを生み出すこともしばしばある。